# 天鷹座U
天鷹座U，又名BD-07 4968，HD 183344、SAO 143454、HR 7402，是天鷹座的一颗恒星，视星等为6.61，位于銀經30.91，銀緯-11.62，其B1900.0坐标为赤經19h 23m 58.4s，赤緯-7° -11.62′ 58″。